# Yasser Arafat
Yāsir ʿArafāt, comunemente reso come Yasser Arafat (in arabo ياسر عرفات‎?, pronuncia: [ˈjaːsɪr ʕaraˈfaːt]; Il Cairo, 24 agosto 1929 – Clamart, 11 novembre 2004), è stato un politico e militare palestinese.
Il suo nome completo era Muḥammad ʿAbd al-Raḥmān ʿAbd al-Raʾūf al-Qudwa al-Ḥusaynī (in arabo محمد عبد الرحمن عبد الرؤوف القدوة الحسيني‎?), ma è noto anche con la kunya Abū ʿAmmār (in arabo ابو عمّار‎?). Nel 1956, a una conferenza a Praga, Yasser Arafat portò la kefiah, il tradizionale copricapo palestinese (a scacchi neri o rossi), facendola diventare un emblema suo e della causa palestinese in generale. Nel 1994 gli venne conferito – unitamente ai leader israeliani Shimon Peres e Yitzhak Rabin – il premio Nobel per la pace per l'opera di diplomazia compiuta al fine di rappacificare le popolazioni dei territori occupati di Cisgiordania e della striscia di Gaza e garantire al popolo palestinese il riconoscimento del diritto a uno Stato proprio. Dal 1996 sino alla morte, ha ricoperto la carica di presidente dell'Autorità Nazionale Palestinese (ANP). In precedenza era stato capo di al-Fatḥ (impropriamente nota come al-Fatah), confluita successivamente nell'Organizzazione per la Liberazione della Palestina (OLP). La discussa figura di Arafat ha finito con il diventare il simbolo stesso della causa palestinese.
Personaggio complesso e controverso, uomo d'azione ma anche prudente diplomatico, Yasser Arafat è stato negli ultimi anni della sua vita spesso accusato – e in special modo dopo il fallimento del summit di Camp David del 2000 con l'allora premier israeliano Ehud Barak, e dopo lo scoppio della Seconda intifada –, di non volere la pace, di aver sostenuto gli atti di terrorismo contro i civili israeliani e di non aver fatto nulla per contrastarli, non più in grado di porsi come interlocutore serio. Allo stesso tempo, da parte del mondo arabo, è stato sempre riconosciuto e considerato come figura unica e carismatica, personaggio indispensabile all'interno dell'intricato universo di movimenti politici palestinesi, al fine della conclusione del processo di pace e dell'annosa crisi mediorientale.

## Biografia

### Nascita e infanzia
La data e il luogo della sua nascita sono sempre rimasti controversi. Il suo certificato di nascita, depositato all'Università del Cairo, afferma che Yasser Arafat nacque a Il Cairo, Egitto il 24 agosto 1929. Vari biografi tra cui Alan Hart, Andrew Gowers, Said K. Aburish, Christophe Boltanski e Jihan El-Tahri nel tempo hanno sostenuto la tesi secondo cui Arafat sia nato al Cairo ed è qui che il suo certificato di nascita è stato registrato. Secondo Aburish, Arafat non ha alcuna relazione con i notabili al-Ḥusaynī di Gerusalemme (ivi, p. 9). Spiega infatti il biografo: "Il giovane Arafat cerca di avvalorare le sue credenziali palestinesi per sostenere le sue rivendicazioni sulla leadership... e non può ammettere alcun fatto che possa minare la sua pretesa identità palestinese... Arafat intende perpetuare la leggenda della sua nascita a Gerusalemme e del suo collegamento con la famiglia al-Ḥusaynī della città". Ciononostante, lo stesso Arafat e anche altre fonti hanno sostenuto che invece fosse nato a Gerusalemme. Ian Mihai Pacepa, ex agente della Securitate rumena, rivelò che il KGB sovietico fece in modo di distruggere i documenti ufficiali indicanti Il Cairo come luogo di nascita di Arafat, per sostituirli con documenti falsi in cui si sosteneva che Arafat fosse nato a Gerusalemme, di modo da poter sostenere che Arafat fosse palestinese di nascita.
Il padre di Arafat, Abdel Raouf al-Quwda al-Husseini, era palestinese originario della città di Gaza, e sua madre, nonna paterna di Arafat, era egiziana. Abdel Raouf si batté davanti ai tribunali per 25 anni nel tentativo di riottenere i terreni della famiglia in Egitto di cui era erede, ma senza alcun successo. Abdel Raouf lavorò come mercante di tessuti nel quartiere di El-Sakkakini al Cairo. Arafat era il secondo più giovane di sette figli ed era, insieme con il fratello minore Fathi Arafat, l'unico figlio nato al Cairo. Gerusalemme era la città originaria di sua madre, Zahwa Abdul Saud, la quale morì di una malattia renale nel 1933, quando Yasser Arafat aveva appena quattro anni.
La prima visita di Arafat a Gerusalemme avvenne quando suo padre, non riuscendo a sostentare sette bambini da solo, inviò Yasser e suo fratello Fathi dalla famiglia della madre nel quartiere marocchino della Città vecchia di Gerusalemme. I due hanno vissuto lì assieme allo zio Salim Abul Saud per quattro anni. Nel 1937, il padre li richiamò per poi affidarli alle cure della loro sorella maggiore, Inam. Arafat ebbe una relazione travagliata con suo padre; quando il padre morì nel 1952, Arafat non presenziò al funerale e non visitò nemmeno la sua tomba al suo ritorno a Gaza. La sorella Inam affermò, in un'intervista con il biografo e storico britannico Alan Hart, che Yasser veniva picchiato pesantemente dal padre perché andava nel quartiere ebraico al Cairo e partecipava a cerimonie religiose. Quando Inam al tempo chiese a Yasser perché non la smettesse di andare lì, egli rispose sostenendo di voler studiare la mentalità ebraica.

### Educazione
Nel 1944 Arafat si iscrisse all'Università del Cairo (al tempo denominata Università del Re Faruq I), conseguendo la laurea in ingegneria civile nel 1950. Al 1946 diceva di essere aderente al nazionalismo arabo e iniziò a procurare armi da far entrare di nascosto all'interno dell'allora Palestina mandataria (mandato britannico della Palestina), per l'uso da parte di irregolari all'interno del Supremo Comitato Arabo e delle milizie dell'Esercito del Sacro Jihad.
Durante la guerra arabo-israeliana del 1948, Arafat lasciò l'università e, assieme ad altri arabi, tentò di entrare in Palestina per unirsi alle forze militari arabe in lotta contro le truppe israeliane (allora denominate Haganah) e contro la creazione dello Stato di Israele. Tuttavia, anziché entrare nei ranghi dei Fedayyin palestinesi, Arafat combatté al fianco della Fratellanza Musulmana, pur non facendone ancora parte. Prese parte ai combattimenti nell'area di Gaza (che fu il principale teatro di scontro con le forze egiziane durante il conflitto). A inizio 1949 la guerra volgeva a favore di Israele, e Arafat ritornò al Cairo per via di carenze di supporto logistico.
Dopo essere tornato all'università, Arafat studiò ingegneria civile e ricoprì l'incarico di Presidente del Sindacato Generale degli Studenti Palestinesi (dall'inglese: General Union of Palestinian Students, o GUPS) dal 1952 al 1956. Durante il primo anno del suo incarico, nel 1952 l'Università venne rinominata Università del Cairo in seguito del colpo di Stato condotto dall'organizzazione militare clandestina degli Ufficiali liberi che depose il re Faruq I. A quel tempo, Arafat aveva già conseguito la laurea in ingegneria civile nel 1950 e perciò venne chiamato a prestare servizio militare per combattere assieme all'esercito egiziano durante la crisi di Suez; tuttavia, egli non prese mai parte attivamente al conflitto. Più tardi nello stesso anno, durante una conferenza a Praga, indossò una kefiah completamente bianca, diversa da quella con un motivo a rete che adottò successivamente in Kuwait, che diverrà poi suo elemento caratterizzante.
Al Cairo sviluppò una stretta relazione con suo zio il Ḥājjī Amin al-Husseini, che era stato Gran Mufti di Gerusalemme.

### Matrimonio
Nel 1990, Arafat sposò Suha Tawil, una palestinese cristiana, quando egli aveva 61 anni e lei 27. Suha Tawil venne presentata ad Arafat dalla madre mentre era in Francia, e dopo questo episodio lei iniziò a lavorare come sua segretaria a Tunisi. Prima del loro matrimonio, Arafat adottò 50 orfani di guerra palestinesi. Durante il matrimonio Suha provò a lasciare Arafat in più occasioni, ma egli glielo proibì. Suha disse di essersi pentita del matrimonio, e che se le fosse stata data nuovamente la possibilità di scelta non lo avrebbe rifatto. A metà del 1995, Suha partorì in un ospedale di Parigi una figlia, che venne chiamata Zahwa dal nome della madre di Arafat.

### Nome
Il nome completo di Arafat era Mohammed Abdel Rahman Abdel Raouf Arafat al-Qudwa al-Husseini. Mohammed Abdel Rahman era il suo primo nome, Abdel Raouf era il nome del padre e Arafat di suo nonno. Al-Qudwa era il nome della sua tribù e al-Husseini quello del clan a cui gli Al-Qudwa appartenevano. Il clan al-Husseini aveva sede a Gaza e non è correlato al noto clan al-Husayni di Gerusalemme.

Dal momento che Arafat venne cresciuto al Cairo, era comune la tradizione di abbandonare gli appellativi di Mohammed o Ahmad dal proprio nome; noti egiziani come Anwar Sadat e Hosni Mubarak hanno fatto altrettanto. Tuttavia, Arafat abbandonò anche gli appellativi Abdel Rahman e Abdel Raouf dal proprio nome. Nel corso dei primi anni 1950, Arafat adottò il nome Yasser, e nei primi anni di guerriglia assunse il nome da battaglia di Abu Ammar. Entrambi i nomi sono legati ad Ammar ibn Yasir. Sebbene abbandonò la maggior parte dei nomi ereditati, egli mantenne il nome Arafat per via del suo significato simbolico per l'Islam, dal nome del Monte Arafat.

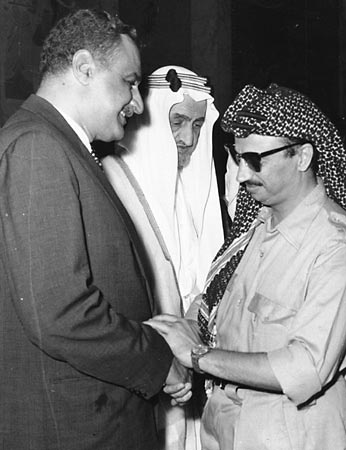
Yasser Arafat con il presidente egiziano Gamal Abd el-Nasser e re Faysal dell'Arabia Saudita in un summit arabo del settembre 1970

## Nascita dial-Fatahe crisi vicino-orientale

### Fondazione di al-Fatah
A seguito della crisi di Suez nel 1956, il Presidente egiziano Gamal Abdel Nasser accettò di concedere alla Forza di emergenza delle Nazioni Unite (UNEF) di stabilirsi nella penisola del Sinai e nella striscia di Gaza, provocando l'espulsione di tutti i guerriglieri o le forze fedayyin in quei territori, tra cui lo stesso Arafat. Egli tentò inizialmente di ottenere un visto prima verso il Canada e poi Arabia Saudita, ma la richiesta venne respinta in entrambi i casi. Nel 1957 fece nuovamente richiesta di visto verso il Kuwait (al tempo un protettorato britannico) e gli venne concesso sulla base dei suoi lavori di ingegnere civile. Qui incontrò due amici palestinesi: Salah Khalaf ("Abu Iyad") e Khalil al-Wazir ("Abu Jihad"), entrambi membri ufficiali dei Fratelli Musulmani egiziani. Arafat conobbe Abu Iyad mentre frequentava l'Università del Cairo, mentre conobbe Abu Jihad a Gaza. Entrambi divennero successivamente i bracci destri di Arafat. Abu Iyad viaggiò con Arafat in Kuwait a fine 1960; Abu Jihad, che al contempo lavorava come insegnante, viveva in Kuwait già dal 1959. Dopo essersi stabilizzato in Kuwait, Abu Iyad aiutò Arafat a ottenere un lavoro temporaneo come insegnante scolastico.
Quando Arafat cominciò a sviluppare amicizie con i rifugiati palestinesi (alcuni dei quali li conosceva dai suoi giorni al Cairo), egli e gli altri fondarono gradualmente il gruppo che divenne noto come Fatah. La data esatta per l'istituzione di Fatah è sconosciuta. Nel 1959, l'esistenza del gruppo fu attestata nelle pagine di una rivista nazionalista palestinese, Filastununa Nida al-Hayat (in inglese: Our Palestine, The Call of Life), che fu scritta e curata da Abu Jihad. Il nome deriva dall'acronimo inverso FaTaH derivante dal nome arabo Harakat al-Tahrir al-Watani al-Filastini che si traduce in "Il Movimento di Liberazione Nazionale Palestinese". Fatah è anche una parola utilizzata ai tempi del califfato per riferirsi al concetto di "conquista".
Fatah si dedicò alla liberazione della Palestina attraverso una lotta armata condotta dagli stessi palestinesi. Ciò differiva da altre organizzazioni politiche e di guerriglia palestinesi, la maggior parte delle quali credeva fermamente in una risposta unita del mondo arabo. L'organizzazione di Arafat non ha mai abbracciato le ideologie dei principali governi arabi del tempo, a differenza di altre fazioni palestinesi, che spesso sono diventate satelliti di nazioni come Egitto, Iraq, Arabia Saudita, Siria e altri.
Stando alla sua ideologia, Arafat generalmente rifiutò di accettare donazioni alla sua organizzazione dai principali governi arabi, al fine di agire in maniera indipendente da questi. Non voleva alienarli, e cercò il loro appoggio incondizionato evitando alleanze di tipo ideologico. Tuttavia, per creare le basi del futuro sostegno finanziario di Fatah, raccolse i contributi di molti ricchi palestinesi che lavorano in Kuwait e in altri Stati arabi del Golfo Persico, come il Qatar (dove incontrò Mahmūd Abbās nel 1961). Questi uomini d'affari e lavoratori petroliferi contribuirono generosamente all'organizzazione di Fatah. Arafat ha continuato questo processo in altri paesi arabi, come la Libia e la Siria.
Nel 1963 al-Fatḥ, appoggiata dalla Siria, programmò la sua prima azione militare, ovvero il sabotaggio di un impianto idrico israeliano. L'azione avvenne nel dicembre del 1964 ma si rivelò un fallimento. Dopo la guerra dei sei giorni, nel 1967, Israele spostò la sua attenzione dagli Stati arabi alle varie organizzazioni palestinesi, una delle quali era, per l'appunto, al-Fatḥ. Nel 1968 l'organizzazione palestinese fu il principale obiettivo dell'attacco israeliano al villaggio giordano di Karame, azione nella quale morirono 150 guerriglieri palestinesi e 29 soldati israeliani vennero uccisi, in buona parte dalle forze regolari giordane. Malgrado le forti perdite, la battaglia venne considerata una vittoria per al-Fatḥ (esultante per il ritiro degli israeliani) e contribuì ad aumentare il prestigio di Arafat e di al-Fatḥ stessa.
Nel 1969 Arafat divenne portavoce dell'OLP rimpiazzando Aḥmad Shukayrī, che era stato proposto dalla Lega Araba. Arafat due anni dopo divenne Comandante in capo delle Forze rivoluzionarie palestinesi e due anni dopo ancora responsabile del Dipartimento Politico dell'OLP. Nello stesso periodo le tensioni tra il governo di Giordania e i palestinesi cominciarono ad aumentare. Elementi della resistenza palestinese in armi (i cosiddetti fidāʾyyīn) crearono uno "Stato nello Stato" all'interno della Giordania (controllando anche numerose zone strategiche tra cui la raffineria di al-Zarqāʾ) finendo per costituire un pericolo per la sovranità dello Stato hashemita.

### A capo dell'ALP
Lo scontro diventa aperto nel giugno del 1970. Vari governi arabi tentano di mediare una soluzione pacifica ma a settembre, le ripetute operazioni dei fidāʾyyīn, tra cui il dirottamento e la distruzione di tre aerei di linea, fanno propendere il governo giordano per un'azione di forza mirante a riprendere il controllo del territorio. Il 16 settembre, re Ḥusayn di Giordania dichiara la legge marziale e lo stesso giorno Arafat diviene comandante supremo dell'ALP (Armata per la Liberazione della Palestina), forza armata regolare dell'OLP, strutturata su tre brigate addestrate sul suo territorio dalla Siria.

### Il "Settembre nero"

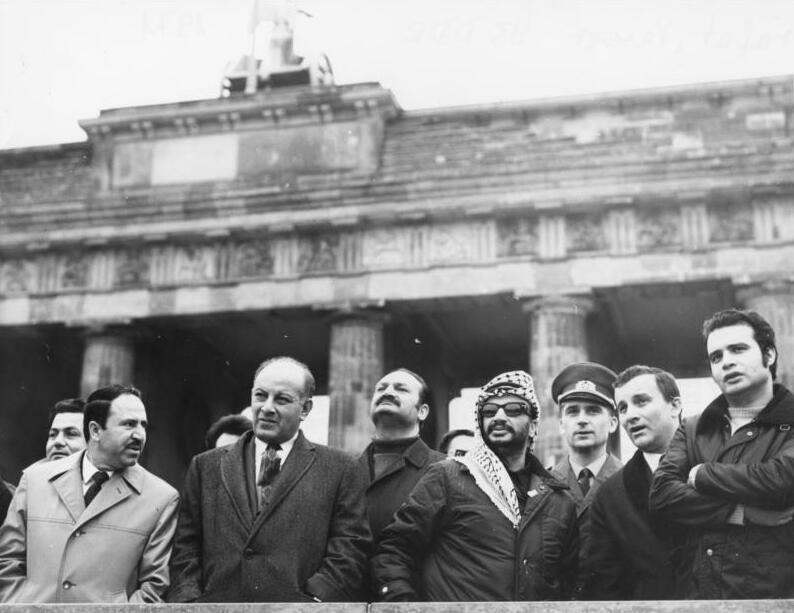
Yasser Arafat in visita nella DDR nel 1971

Nella guerra civile che ne segue, l'OLP ha il sostegno di Damasco che invia in territorio giordano una forza di circa 200 carri armati. Gli scontri avvengono principalmente tra forze giordane e l'ALP, sebbene gli USA dislochino la VI Flotta nel Mediterraneo orientale e Israele metta a disposizione della Giordania alcuni reparti militari.
Il 24 settembre l'esercito giordano riesce a prevalere e l'ALP è costretta a chiedere una serie di cessate il fuoco. Durante le azioni militari l'esercito giordano attacca anche i campi profughi dove i civili palestinesi si sono rifugiati dopo la guerra dei sei giorni: le vittime sono migliaia. Questo massacro viene ricordato dai palestinesi come "il Settembre nero".
In seguito alla sconfitta, l'OLP si sposta dalla Giordania al Libano. Grazie alla debolezza del governo centrale libanese, l'OLP poté operare in uno Stato virtualmente indipendente (chiamato infatti da Israele Terra di al-Fatḥ). L'OLP comincia a usare il territorio libanese per lanciare attacchi di artiglieria contro Israele e come base per le infiltrazioni di guerriglieri. A queste azioni corrispondono attacchi di ritorsione israeliana in Libano.
Nel settembre 1972 il gruppo Settembre Nero (che fu accusata di aver goduto della copertura di al-Fatḥ) rapisce e uccide undici atleti israeliani durante i Giochi olimpici di Monaco di Baviera. Alla condanna internazionale si unisce anche quella di Arafat che si dissocia pubblicamente da tali atti.
Due anni dopo, nel 1974, Arafat ordina all'OLP di sospendere qualsiasi azione militare al di fuori di Israele, della Cisgiordania - in inglese "Sponda Occidentale" o "West Bank" - (la riva ovest del Giordano, o Cisgiordania) e della striscia di Gaza. Nello stesso anno il leader palestinese diviene il primo rappresentante di un'organizzazione non governativa a parlare a una sessione generale delle Nazioni Unite.
Intanto continuavano a ripetersi, da alcune parti, le accuse verso Arafat di una dissociazione solo di facciata dal terrorismo. Sta di fatto che il movimento al-Fatḥ continuò a lanciare attacchi contro obiettivi israeliani. Gli anni settanta furono caratterizzati in Vicino Oriente dalla comparsa di numerosi gruppi palestinesi estremisti pronti a compiere attacchi sia in Israele sia altrove. Israele dichiarò che dietro tutti questi gruppi vi era Arafat il quale però smentì sempre tali ipotesi.
Sta di fatto che nel 1974 i capi di Stato arabi riconoscono l'OLP come unica rappresentante legittima di tutti i palestinesi. Due anni dopo la stessa OLP viene ammessa come membro a pieno titolo nella Lega Araba.

### Sabra e Shatila
In Libano, intanto, la situazione degenera in una vera e propria guerra civile tra la componente cristiano maronita e quella musulmana appoggiata dall'OLP. I cristiani maroniti accusano Arafat e l'OLP di essere responsabili della morte di decine di migliaia di membri del loro popolo. Israele si allea con i cristiano-maroniti, mettendo in atto due azioni di invasione del Libano: la prima (nel 1978), chiamata operazione Litani porterà una stretta striscia di terra (detta fascia di sicurezza) a essere conquistata e annessa con l'aiuto delle IDF e del cosiddetto Esercito del Sud-Libano (longa manus di Israele); la seconda (nel 1982), detta Pace in Galilea (prima guerra israelo-libanese), vedrà Israele occupare la maggior parte del Sud del Libano per ritirarsi poi, tre anni dopo, nella fascia di sicurezza.

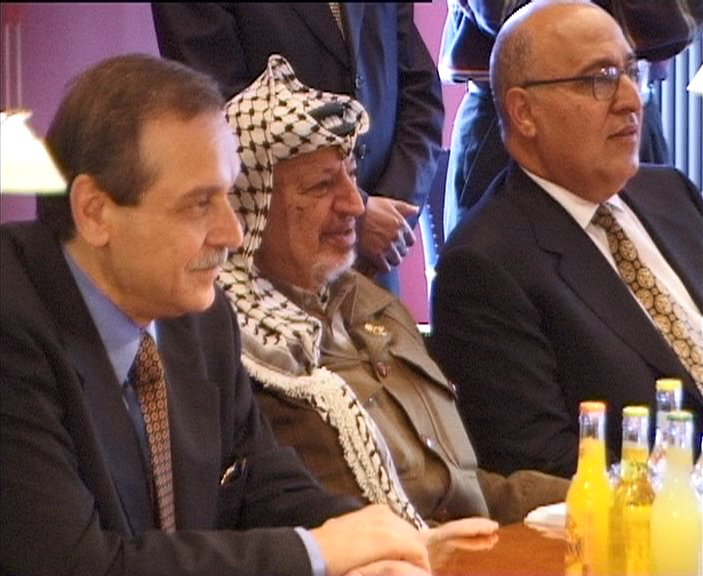
Una conferenza stampa di Yasser Arafat a Copenaghen, 1999

È durante questa seconda invasione che alcune migliaia di civili palestinesi vengono massacrati nei campi profughi di Sabra e Shatila dai falangisti cristiano-maroniti guidati da Elie Hobeika. Tali azioni determinano una reazione internazionale con l'invio di una forza armata internazionale di interposizione. L'allora ministro della difesa israeliano Ariel Sharon venne ritenuto l'indiretto responsabile dei massacri dal Tribunale Supremo israeliano e costretto a lasciare la sua carica per assumerne una minore.

### Proclamazione della nascita dello Stato di Palestina in esilio
Nel settembre 1982, durante l'invasione israeliana, gli USA ottengono una tregua in virtù della quale Arafat e l'OLP possono lasciare il Libano per trasferirsi in Tunisia. La nazione nordafricana rimarrà il centro delle operazioni palestinesi sino al 1993.
Negli anni ottanta Arafat riceve assistenza da Saddam Hussein, allora presidente-dittatore dell'Iraq: assistenza che gli permette di riorganizzare il gruppo dirigente dell'OLP fortemente ridottosi dopo la guerra civile libanese. La nuova struttura dirigenziale viene utilizzata durante la prima intifada, iniziatasi nel dicembre 1987.
Il 5 novembre 1988 l'OLP proclama la creazione dello Stato della Palestina - sia pure con un governo palestinese in esilio - nei termini della Risoluzione n. 181 dell'ONU. Il 13 dicembre 1988, Arafat dichiara di accettare la Risoluzione n. 242 promettendo il futuro riconoscimento dello Stato di Israele e la rinuncia al terrorismo.
Il 2 aprile 1989 Arafat è eletto dal Comitato Esecutivo del Consiglio Nazionale Palestinese (sorta di parlamento da cui dipende anche l'OLP) presidente dello Stato palestinese. Il 13 dicembre dello stesso anno il governo USA propone la formazione di due separate entità statali: Israele, entro i confini fissati precedentemente al 1967 (guerra dei sei giorni), e Palestina, composta da Cisgiordania e striscia di Gaza.

### La guerra del Golfo del 1991
Questo evento mette in moto un processo politico di grande importanza. Nel 1991 nella conferenza di Madrid, Israele apre per la prima volta negoziati diretti con l'OLP. Nello stesso anno, con l'esplosione della guerra del Golfo, le relazioni con Saddam Hussein diventano il maggior problema di Arafat. L'OLP e la Giordania di re Ḥusayn rimarranno tuttavia i soli Stati arabi a schierarsi dalla parte dell'Iraq subendo quindi il boicottaggio degli USA che cercano di bloccare le trattative tra palestinesi e israeliani.

### L'Autorità palestinese

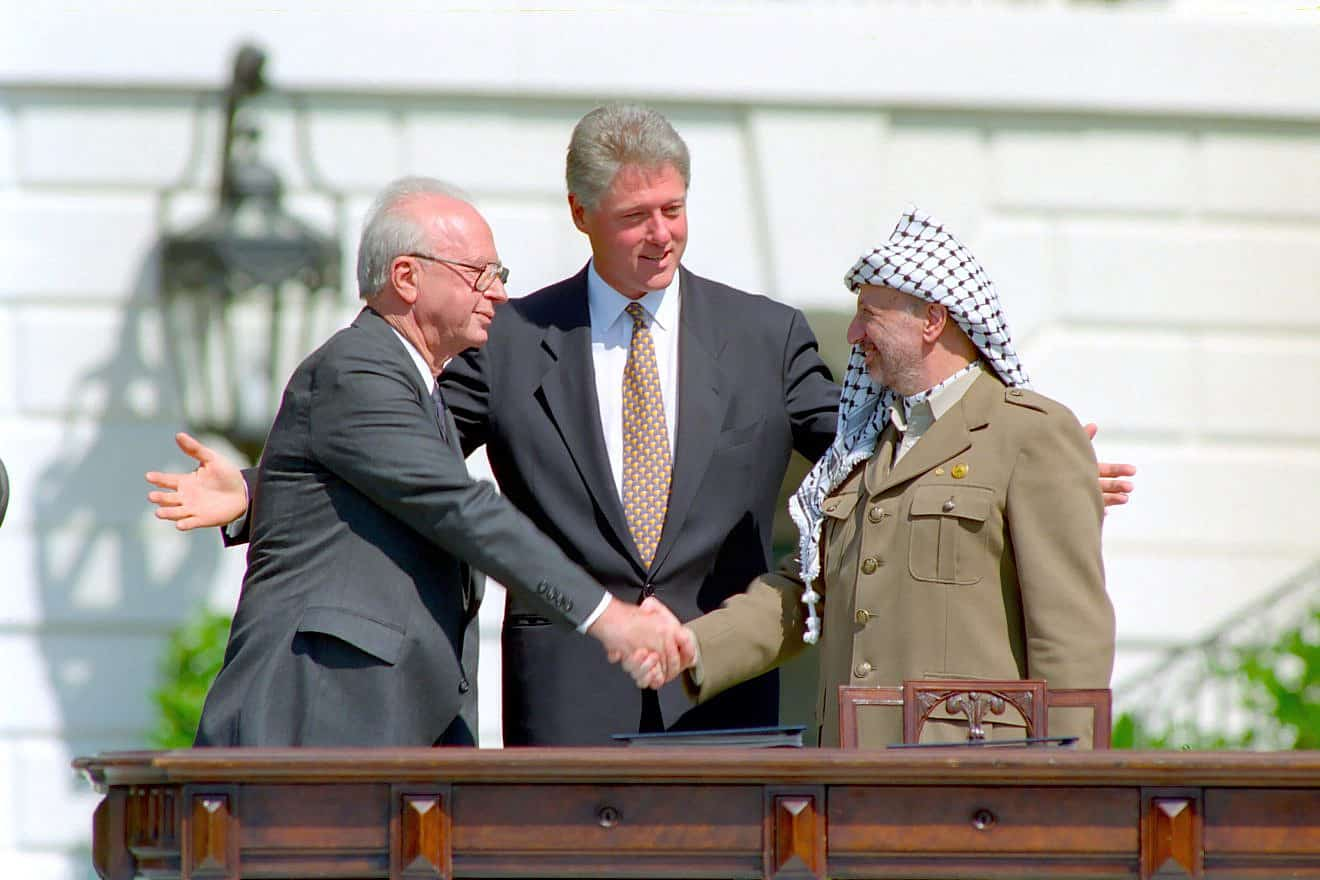
Yasser Arafat con Yitzhak Rabin e Bill Clinton il 13 settembre 1993

Nel 1993 vengono raggiunti gli accordi di Oslo che prevedono l'autogoverno per i palestinesi della Cisgiordania e della striscia di Gaza entro cinque anni. L'anno seguente Arafat, insieme con Shimon Peres e a Yitzhak Rabin, viene insignito del premio Nobel per la pace. Nel 1994 si trasferiscono nell'Autorità Nazionale Palestinese (ANP) le prerogative dell'entità provvisoria prevista dagli accordi di Oslo.
Il 20 gennaio 1996 Arafat viene eletto presidente dell'Autorità Nazionale Palestinese con una maggioranza dell'87% rispetto all'altro candidato, Samiba Khalil e nelle elezioni legislative al-Fatḥ ottiene 51 seggi su 88. Osservatori internazionali indipendenti confermano il corretto svolgimento delle elezioni ma da alcune parti viene fatto notare che, stante la rinuncia al voto da parte di alcune forze di opposizione alla linea di Arafat, il suffragio non può considerarsi avvenuto nella completa democraticità. Nuove elezioni, annunciate per il 2002, sono state posposte a causa della situazione interna tale da non permettere, a causa delle restrizioni imposte con la forza da Israele, il libero movimento nei territori occupati e quindi lo svolgimento di una campagna elettorale.
A partire dal 1996, a ogni buon conto, Arafat, come leader dell'Autorità palestinese, viene chiamato con la parola araba raʾīs (Presidente, ma anche semplicemente "Capo", dalla radice araba <r-ʾ-s> che significa "testa", "vetta", "cima"). Per Israele, che non riconosce l'esistenza di uno Stato palestinese, significa semplicemente "portavoce", mentre nei documenti palestinesi in lingua inglese viene correttamente tradotta come "presidente".
Gli USA seguono la prassi israeliana mentre le Nazioni Unite quella palestinese. Nello stesso anno 1996, a seguito del ripetersi di attacchi suicidi portati a termine da elementi estremisti palestinesi (attacchi che causano numerose vittime in Israele), le relazioni tra Autorità Nazionale Palestinese e Israele peggiorano nettamente e il nuovo Primo ministro Benjamin Netanyahu blocca la transizione alla formazione dello Stato palestinese prevista dagli accordi di Oslo.

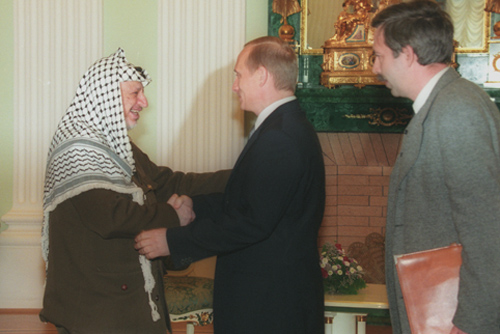
Yasser Arafat con il presidente russo Vladimir Putin l'11 agosto 2000

Nel 1998 il presidente statunitense Bill Clinton cerca di ricucire i rapporti tra i due leader vicino-orientali. Il risultato dei suoi sforzi è il memorandum del 23 ottobre 1998 che specifica i passi per il completamento del processo di pace.
Arafat continua i negoziati con il successore di Netanyahu, Ehud Barak. Questi, sia perché proveniente dal Partito laburista (mentre il suo predecessore proviene dalle file del partito di destra Likud) sia in seguito alle pressioni del presidente Clinton, offre ad Arafat uno Stato palestinese nella Cisgiordania e nella Striscia di Gaza con capitale Gerusalemme Est, il ritorno di un limitato numero di profughi e un indennizzo per gli altri. Con una mossa estremamente criticata dai media occidentali, Arafat e la delegazione palestinese rifiutano l'offerta di Barak, rivendicando la sovranità palestinese sulla Spianata delle Moschee, nella Città Vecchia di Gerusalemme.
Nel dicembre 2000, a una visita di Ariel Sharon alla spianata della moschea al-Aqsa - considerata provocatoria dagli osservatori internazionali - lo scontro tra israeliani e palestinesi si riaccende con rinnovata violenza in quella che prende il nome di Seconda intifada palestinese. Essa rappresenta la fine degli sforzi per modificare e rendere efficace l'apparato di governo rappresentato dall'Autorità nazionale palestinese, tanto che vi è chi l'ha letta come un modo dell'anziano leader di riprendere il controllo dinanzi a spinte centrifughe.

## Vita privata
Nel 1990 si sono svolte le nozze tra Arafat e Suha Tawil nata nel 1963, una palestinese di religione cristiana cattolica di rito greco-bizantino, che allora lavorava per la sede tunisina dell'OLP. Dalla loro unione è nata il 24 luglio 1995 la figlia Zahwa.
Il ruolo ricoperto dalla donna nelle vicende palestinesi e il suo soggiorno a Parigi negli ultimi anni hanno sollevato diverse polemiche, che si sono puntualmente ripresentate in occasione della morte di Arafat.

## Patrimonio personale
Nell'agosto del 2002 il servizio segreto militare israeliano stimava il patrimonio personale di Arafat nell'ordine di 1,3 miliardi di dollari, sebbene non fornisse alcuna documentazione di tale accertamento. Il magazine "Forbes" classificò nondimeno, sulla scorta di quelle "rivelazioni", Arafat come sesto nella lista "Re, regine o despoti", stimando il suo patrimonio in almeno 300 milioni di dollari, senza indicare su quali fonti basasse questo calcolo.
Nel 2003 il Fondo Monetario Internazionale condusse un'inchiesta presso l'autorità palestinese. Da questa inchiesta emerse che Arafat aveva spostato 900 milioni di dollari di fondi pubblici su conti correnti bancari controllati direttamente da lui e dal direttore finanziario dell'Autorità Nazionale Palestinese. Il Fondo Monetario non fu in grado di dimostrare che i fondi fossero stati utilizzati in modo improprio.
Nel 2003 il ministro palestinese delle finanze, Salām Fayyād, incaricò una società internazionale di revisione di analizzare la situazione dei fondi facenti capo all'Autorità Palestinese. Il team giunse alla conclusione che Arafat disponeva di un patrimonio occultato di almeno 1 miliardo di dollari. Questo patrimonio era suddiviso in finanziamenti a un'azienda che imbottigliava la Coca Cola a Rāmallāh, una compagnia telefonica tunisina e capitali dislocati negli Stati Uniti d'America e nelle isole Cayman. Il gruppo giunse alla conclusione che i fondi per le sue imprese commerciali erano pervenuti da fondi pubblici che Arafat aveva stornato e posto sotto il suo controllo personale invece di utilizzarli in modo trasparente per la causa palestinese; fu inoltre sottolineato che nessuna di queste operazioni fosse stata resa pubblica dall'Autorità Palestinese. Sebbene Arafat avesse sempre vissuto con parsimonia, Dennis Ross - negoziatore per il Vicino Oriente dei presidenti George Bush e Clinton - affermò che Arafat "viveva circondato dal denaro" e con quello finanziava un ampio sistema di patronato.
Le ricerche svolte dall'Unione europea sull'utilizzo dei fondi destinati all'Autorità Palestinese non hanno trovato alcun riscontro delle accuse formulate da diverse parti sull'utilizzo degli stessi per finalità terroristiche. Segnalarono però una corruzione diffusa nell'amministrazione dell'ANP e quindi l'Unione europea richiese una radicale riforma della gestione finanziaria dell'Autorità Palestinese. Questa riforma finanziaria è uno dei punti chiave per poter ottenere nuovi aiuti economici dall'Unione europea.
Un anonimo informatore del ministero delle finanze dell'Autorità Palestinese ha affermato che Suha, la moglie di Arafat riceveva dal ministero 100 000 dollari al mese per vivere a Parigi. Suha si difese affermando che queste voci erano diffuse dal primo ministro israeliano Ariel Sharon, che tentava di distogliere i media dai problemi di corruzione del suo governo, concentrando attenzione su di lei. L'altissimo tenore di vita mantenuto a Parigi pareva confermare però le voci.
Nell'ottobre del 2003 il governo francese ha aperto un'indagine contro Suha Arafat per via di movimenti sospetti di valuta. L'accusa era di traffico illegale di valuta e, secondo gli inquirenti, con regolarità sarebbero stati trasferiti dalla Svizzera 1,27 milioni di dollari verso il conto personale di Suha in Francia.

## Le "sette vite" di Arafat
Nel corso della sua vita Yasser Arafat ha più volte rischiato di morire ma mai per cause naturali:
- Nel 1970, in Giordania, dopo due attacchi terroristici e il fallito attentato da parte di un commando palestinese che colpisce la sua scorta, re Husayn di Giordania, avendone avuto abbastanza e deciso a chiudere definitivamente i conti con gli esuli palestinesi divenuti troppo ingombranti, durante il famoso Settembre nero, fece ricorso alle armi pur di scacciarli; Arafat era fra loro e si dice che fosse rocambolescamente fuggito da Amman vestito da donna.
- Nel 1973 scampò a una bomba esplosa nel suo ufficio che invece uccise tre dei suoi principali collaboratori.
- Trasferitosi con la sua gente in Libano (dove i profughi palestinesi misero in crisi il già precario equilibrio etnico-politico del paese), riesce a salvarsi nel 1976 anche dal massacro di Tell al-Zaʿtar dove i falangisti (il braccio militare dei cristiani maroniti) e i seguaci dell'ex Presidente della Repubblica Camille Chamoun (Camille Shamʿūn), nell'indifferenza (ma non si ebbe mai prova di complicità) dei siriani e perfino del gruppo palestinese filo-siriano di al-Ṣāʿiqa, spararono sui profughi, donne e bambini compresi, per lo più (paradossalmente) di religione cristiana.
- A Beirut nel 1982, durante l'Operazione Pace in Galilea, si racconta che il 30 agosto un cecchino israeliano riuscisse a inquadrare Arafat col suo mirino ma che a salvargli la vita fosse l'ordine di sospendere la missione - dato all'ultimo minuto e mai spiegato - di Sharon, allora Ministro della Difesa.
- Nel 1985 il leader palestinese riuscì miracolosamente a sopravvivere al bombardamento del proprio quartier generale a Tunisi, effettuato dall'aviazione israeliana, nel quale rimasero uccisi molti dei suoi antichi fratelli d'armi.
- Nel 1992 il suo jet precipitò nel Sahara libico. Tre delle persone a bordo morirono nello schianto[28].
- Sembra inoltre che Arafat sia sfuggito ad altri due attentati e al ribaltamento della propria autovettura sulla strada per Baghdad, uscendone anche in questi casi senza nemmeno un graffio.

### Morte e sepoltura

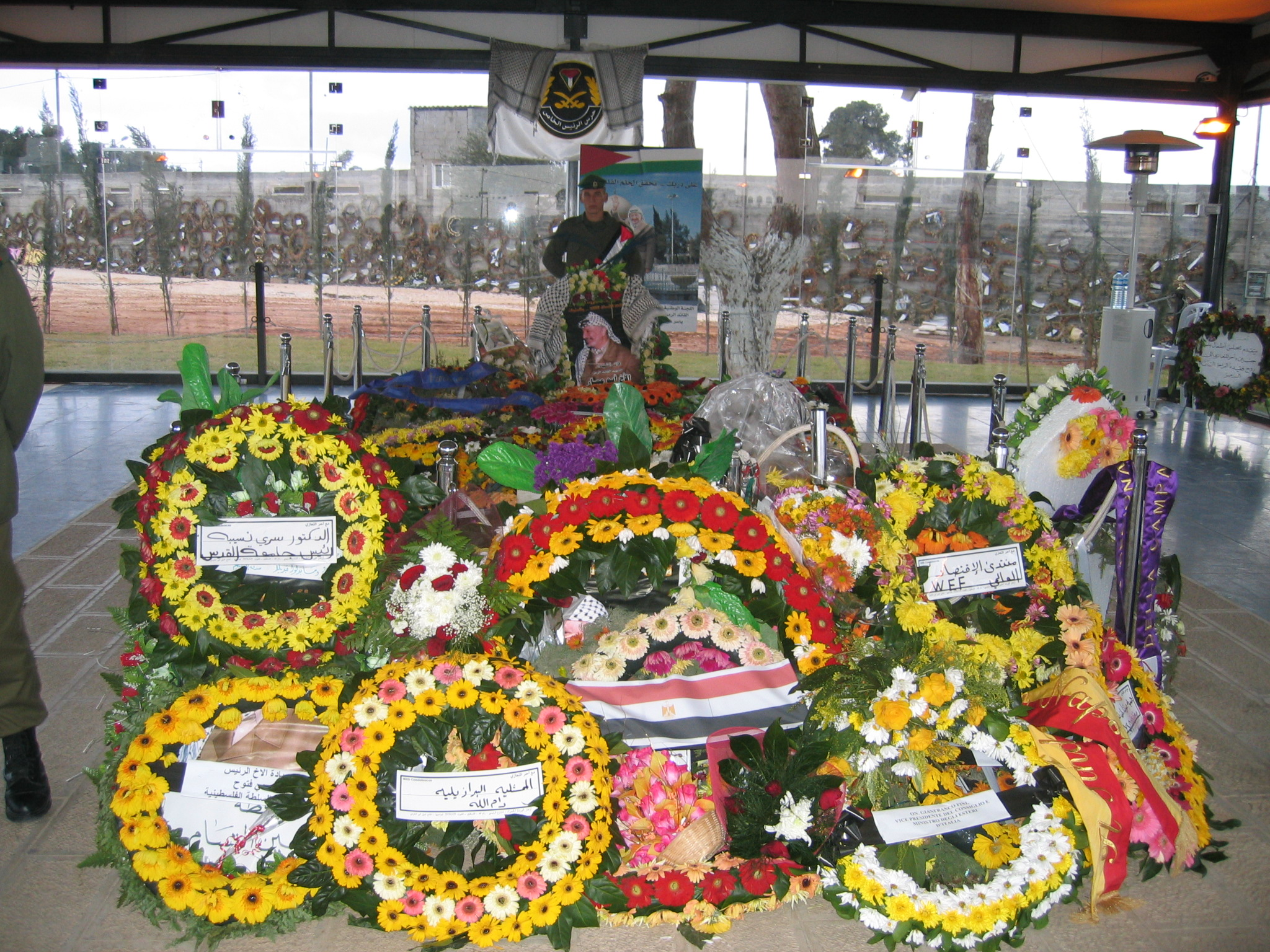
La tomba temporanea di Yasser Arafat (2004-2012)

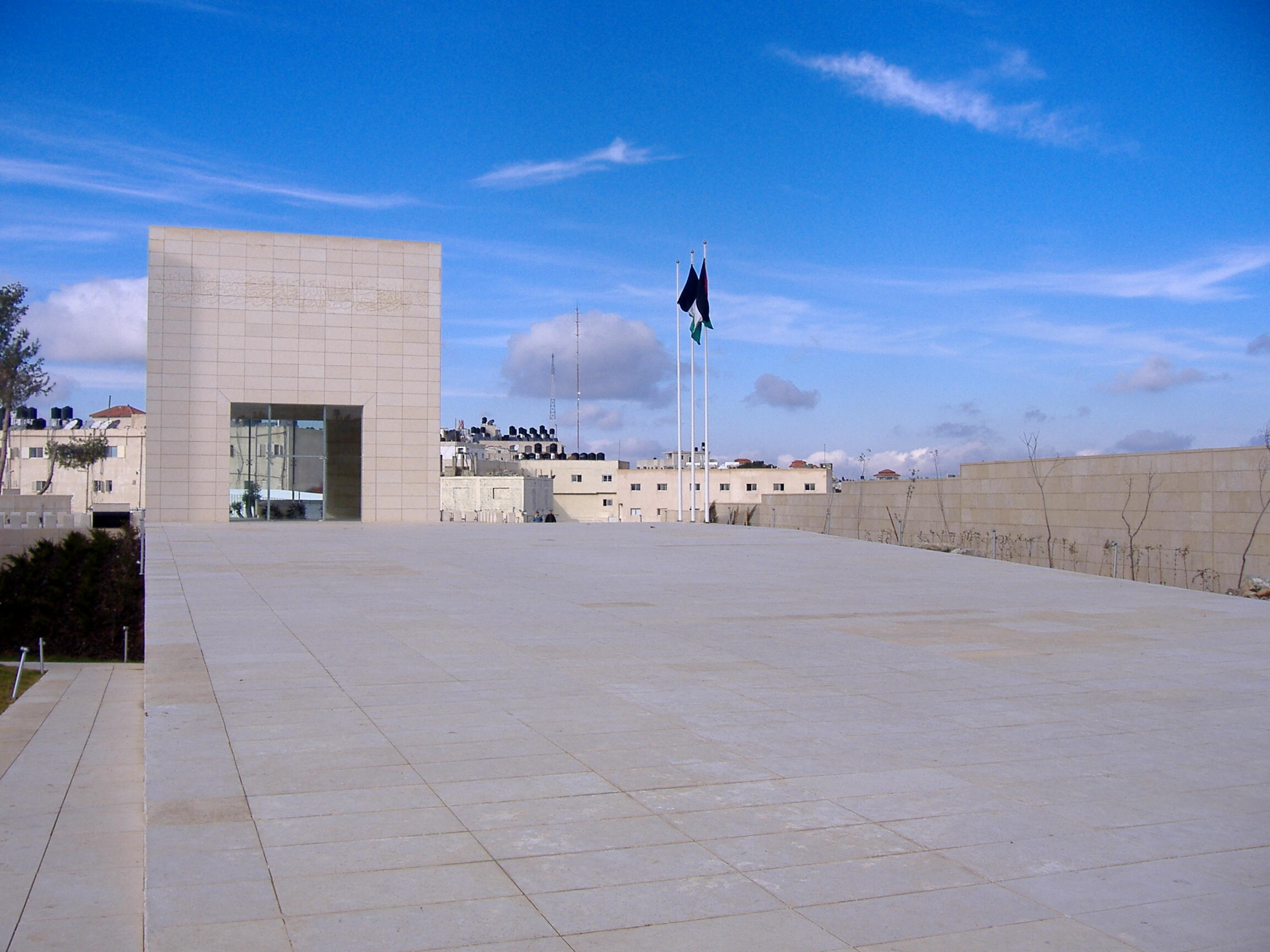
Il mausoleo di Arafat. Al centro del parallelepipedo si scorge la sua tomba

Gravemente ammalato in seguito alle complicanze di un'influenza che lo aveva colpito, Arafat dovette lasciare - il 29 ottobre 2004 - il suo quartier generale della Muqāṭaʿa a Rāmallāh in Cisgiordania, per essere ricoverato presso il reparto di ematologia dell'Hôpital d'instruction des armées Percy (HIA Percy) nella città di Clamart, alla periferia di Parigi.
Voci, diffuse anche da un suo rivale politico, Ahmed Jibril, durante un'intervista alla televisione libanese di Hezbollah, sostengono che Arafat fosse malato di AIDS e che ciò fosse noto anche alla CIA, la quale avrebbe consigliato Israele di non cercare di attentare alla vita del politico, in quanto sarebbe morto comunque di cause naturali in breve tempo. Altri affermarono che avesse una malattia virale, il cancro, la leucemia, la cirrosi epatica, un disordine delle piastrine o un avvelenamento del sangue.
Anche il medico personale di Arafat, Ashraf Al-Kurdi, affermò successivamente che nel sangue del leader palestinese era stato rilevato il virus HIV (cosa negata dalla vedova), ma che non era l'AIDS la malattia che lo avrebbe portato alla morte. Alcuni sostennero che il leader palestinese fosse bisessuale e avesse contratto così il virus, cosa sempre respinta con sdegno dalla famiglia e dai suoi sostenitori.
Il 4 novembre 2004 un repentino peggioramento del già precario quadro clinico lo fece precipitare in uno stato di coma profondo che portò, l'11 novembre 2004, alla dichiarazione rilasciata alla stampa mondiale dal comandante dell'ospedale militare francese, della constatazione - da parte dei medici - della sopraggiunta morte cerebrale in seguito ad "accidente cerebrovascolare". Il 12 novembre a Rāmallāh decine di migliaia di palestinesi, nonostante i blocchi e i divieti di Israele, andarono ad accogliere la salma di Arafat. Nonostante non fosse stata chiarita la reale causa della malattia, non venne fatta alcuna autopsia.
In seguito un istituto di indagini sulla radioattività a Losanna in Svizzera ha trovato tracce di un elemento radioattivo, il polonio, sugli effetti personali del leader palestinese, abiti e spazzolino da denti; ciò fa sospettare il decesso da avvelenamento con la sostanza radioattiva, come avvenuto due anni dopo all'ex agente segreto russo Alexander Litvinenko. Il sospetto è stato rafforzato da una ricerca redatta da specialisti dell'università di Losanna che hanno riferito nel 2013, dopo la riesumazione della salma nel 2012 e il prelievo di alcuni campioni, che si riscontra un «innaturale alto livello di polonio radioattivo nelle costole e nel bacino» di Arafat (circa 18 volte superiore al normale) e che c'è «un 83% di probabilità che sia stato avvelenato». Contemporaneamente, anche esperti russi e francesi hanno analizzato i campioni, con risultati contrastanti; la TV Al Jazeera diede per certo che Arafat fosse morto per avvelenamento da polonio. Va ricordato che nel marzo dello stesso anno un missile israeliano aveva assassinato lo sceicco Ahmed Yassin, capo politico di Hamas.
Chi critica le conclusioni svizzere afferma che non viene provato che l'avvelenamento volontario sia avvenuto né che un veleno sia causa della morte, in quanto il polonio è contenuto anche nelle sigarette, nelle scorie nucleari e nei fertilizzanti, e che l'avvelenamento da radiazioni, specie da polonio-210, causa alopecia (perdita completa di barba e capelli), come avvenuto al citato Litvinenko, mentre Arafat non ebbe questo sintomo, ma solo sintomi di una malattia ematica e gastrointestinale non definita, con una forte immunodeficienza (calo di globuli bianchi) e reazione autoimmune (distruzione dei globuli rossi da parte dei rimanenti globuli bianchi). Inoltre il polonio è fortemente contaminante, e nessuno tra i familiari e le persone che vivevano a stretto contatto con lui a Ramallah (anche dividendo con lui il cibo a tavola), ebbe mai sintomi di avvelenamento. Un'ulteriore critica deriva dal fatto che il polonio decade rapidamente in circa due-tre anni ed è quasi impossibile rintracciarlo dopo questo tempo, mentre invece, secondo le analisi svizzere, sarebbe stato presente ancora in gran quantità negli effetti personali e nel corpo di Arafat, a ben otto anni di distanza dalla morte. La quantità iniziale avrebbe dovuto essere molto superiore alla dose letale, tale da contaminare l'ambiente e le persone, cosa non avvenuta.
Il 26 dicembre 2013, un gruppo di scienziati russi rilasciò un rapporto in cui affermò che non c'erano tracce di avvelenamento radioattivo né di isotopi di polonio nei resti di Arafat. Vladimir Uiba, capo dell'Agenzia Federale Medica e Biologica della Federazione Russa, avrebbe detto che Arafat era morto di cause naturali (senza spiegare quali) e l'agenzia non avrebbe condotto altri test. A differenza del rapporto svizzero, i rapporti francesi e russi non sono stati resi pubblici dalla famiglia di Arafat e sono stati poco diffusi dai mezzi di informazione. Anche gli esperti francesi hanno difatti smentito il ritrovamento di tracce di polonio, affermando che la morte era dovuta a una grave infezione, letale a causa dell'età avanzata e del fisico indebolito. Queste conclusioni sono state criticate dagli esperti svizzeri. Il caso della morte di Arafat risulta pertanto ancora aperto.
Oggi la sua tomba sorge presso un mausoleo all'interno della sua residenza della Muqāṭaʿa, a Rāmallāh.